# Молитвино (Вологодская область)
Молитвино — деревня в Вологодском районе Вологодской области на реке Ёма.
Входит в состав Сосновского сельского поселения, с точки зрения административно-территориального деления — в Сосновский сельсовет.
Расстояние по автодороге до районного центра Вологды — 31,5 км, до центра муниципального образования Сосновки — 12 км. Ближайшие населённые пункты — Степаново, Медведево, Юркино, Горбово, Исправино, Киндеево, Исаково.
По переписи 2002 года население — 5 человек.